# Бриджит Джонс. Без ума от мальчишки (фильм)
«Бриджит Джонс. Без ума от мальчишки» (англ. Bridget Jones: Mad About the Boy) — британский художественный фильм в жанре романтической комедии, четвёртая из картин о Бриджит Джонс с Рене Зеллвегер в главной роли. Вышел на экраны в феврале 2025 года.

## Сюжет
Фильм рассказывает о дальнейшей жизни Бриджит Джонс — британской журналистки, которая в попытках наладить свою личную жизнь попадает в разнообразные нелепые ситуации. Литературной основой сценария стал роман Хелен Филдинг «Бриджит Джонс. Без ума от мальчишки». Главной героине 51 год, Бриджит вдова с двумя детьми. Муж Бриджит Марк Дарси скончался и иногда посещает героиню в видениях и флешбэках. Она активна в социальных сетях и интересуется сайтами для знакомств. В жизни Бриджит появляются два любовных интереса: учитель в школе её детей мистер Уоллакер и молодой человек по имени Рокстер. К роли разлучника вернулся давний знакомый Дэниел Кливер.

## В ролях
- Рене Зеллвегер — Бриджит Джонс
- Хью Грант — Дэниел Кливер
- Эмма Томпсон — доктор Роулингс
- Чиветель Эджиофор — мистер Уоллакер
- Лео Вудалл — Рокстер
- Колин Фёрт — Марк Дарси
- Джим Бродбент — мистер Колин Джонс
- Джемма Джонс — миссис Памела Джонс
- Салли Филлипс — Шэрон
- Джеймс Кэллис — Том
- Ширли Хендерсон — Джуд
- Сара Солеман — Миранда
- Джоанна Скэнлэн — Кэти

## Производство и релиз
Первые данные о начале работы над четвёртой частью франшизы появились в июле 2022 года. Стало известно, что автор книг о Бриджит Джонс Хелен Филдинг примет участие в работе над сценарием и что Рене Зеллвегер снова сыграет главную роль. Изначально было неясно, вернутся ли к своим ролям Колин Фёрт и Хью Грант (в сценариях предыдущих фильмов есть лазейки для возвращения их персонажей).
В феврале 2024 года стало известно, что работа над проектом перешла в активную фазу. В апреле Рене Зеллвегер заключила контракт на участие в картине. Вместе с ней роли получили Хью Грант и Эмма Томпсон, тогда как участие Колина Фёрта осталось под вопросом. Съёмки начались в Лондоне в мае 2024 года. Режиссёром фильма стал Майкл Моррис. В мае к актёрскому коллективу присоединились Айла Фишер, Жозетт Саймон, Нико Паркер и Лейла Фархад. Джим Бродбент, Джемма Джонс, Сара Солеман, Салли Филлипс, Ширли Хендерсон и Джеймс Кэллис повторили свои роли из предыдущих фильмов. Премьера состоялась 13 февраля 2025 года на стриминговом сервисе Peacock.